# Регулярний полімер
Регулярний полімер — полімер, макромолекули якого можна описати за допомогою повторення структурних ланок одного виду. Може бути складений з регулярних макромолекул, регулярних зіркових макромолекул чи регулярних гребінцевих макромолекул. У випадку зіркових та гребінцевих макромолекул відгалуження повинні бути ідентичними як відносно складу так і відносно ступеня полімеризації. Може бути також стереорегулярним.
Регулярний однонитковий полімер (рос. регулярный однонитевый полимер, англ. regular singlestrand polymer) — регулярний лінійний полімер, який може бути описаний структурною повторюваною ланкою, в якій обидві термінальні структурні субодиниці приєднуються до інших ідентичних структурних повторюваних ланок або до кінцевої групи через відокремлені атоми.